# Ajn Ibil
Ajn Ibil (także: Ain Ebel, Ain Ibl; arab. عين إبل) – wieś w Libanie, w dystrykcie Kada Bint Dżubajl, 126 km na południe od Bejrutu, w pobliżu granicy z Izraelem. Miejscowość zamieszkiwana jest przez chrześcijan (maronitów i melchitów). Osada istniała już w starożytności, ale została opuszczona na przełomie XIII i XIV wieku po najeździe mameluckim. Ain Ebel ponownie założyli chrześcijańscy osadnicy z północnego Libanu w XVI wieku, kiedy to region Dżabal Amil dostał się pod panowanie emira Fachr ad-Dina II.

## Osoby pochodzące z Ajn Ibil
- Antoni Khoraisz z Ain Ibl (1907-1994) – maronicki patriarcha Antiochii w latach 1975-1986.
- Etienne Sakr (ur. 1937) – libański polityk, przywódca Strażników Cedrów.
- Jean Kahwaji (ur. 1953) – generał, Dowódca Libańskich Sił Zbrojnych od 2008 roku.